# Owariektomia
Owariektomia – chirurgiczne usunięcie jajnika bądź jajników.
U ludzi owariektomię wykonuje się najczęściej z powodu chorób takich jak torbiel jajnika, rak jajnika lub innych nowotworów jajnika. Stosuje się ją też jako profilaktykę w celu zmniejszenia ryzyka rozwoju raka jajnika bądź sutka, niekiedy w połączeniu z histerektomią.
Usunięcie jajnika wraz z jajowodem nazywa się jednostronną adneksektomią lub salpingoowariektomią (ang. unilateral salpingo-oophorectomy, USO). W przypadku usunięcia obu jajników i obu jajowodów mówi się o adneksektomii lub salpingoowariektomii obustronnej (ang. bilateral salpingo-oophorectomy, BSO). Ani owariektomia, ani adneksektomia nie stanowią popularnych form kontroli urodzeń u ludzi. Częściej stosuje się podwiązanie jajowodów, w trakcie którego jajniki pozostają nietknięte. W wielu przypadkach chirurgiczne usunięcie jajników wykonuje się jednocześnie z histerektomią, całkowite wycięcie układu rozrodczego kobiety to panhisterektomia.

## Wskazania
Większość obustronnych owariektomii (63%) wykonywanych jest bez żadnych medycznych wskazań, większość (87%) przeprowadza się razem z histerektomią. Natomiast owariektomia jednostronna wykonywana jest zazwyczaj ze wskazań medycznych (73%; torbiel, endometrioza, nowotwór łagodny, zapalenie jajnika itd.), rzadziej w połączeniu z usunięciem macicy (61%).
Obustronna owariektomia tradycyjnie wykonywana jest prewencyjnie, jako że korzyści związane z uniknięciem raka jajnika przeważają ryzyko związane z usuwaniem jajników. Jednak nie jest jasne, czy profilaktyczna owariektomia bez wiarygodnych wskazań medycznych istotnie zmniejsza długoterminowe ryzyko raka jajnika, wywiera za to w dłuższym okresie szkodliwy wpływ na zdrowie i dobrostan pacjentki.

### Prewencja raka jajnika i piersi u chorych z mutacją BRCA
W przypadku kobiet o wysokim ryzyku związanym z mutacjami genu BRCA2 usunięcie jajników w wieku około 40 lat przynosi względnie największe korzyści w postaci zwiększenia przeżywalności. Pozytywny efekt redukcji ryzyka raka sutka i raka jajnika prawie równoważą efekty uboczne. Osiągane korzyści są bardziej istotne, kiedy owariektomii towarzyszy profilaktyczna mastektomia.
Ważne jest, że ryzyko i korzyści związane z owariektomią w przypadku nosiciela mutacji BRCA1/2 są inne, niż u reszty populacji. Profilaktyczna salpingoowariektomia w celu redukcji ryzyka (prophylactic risk-reducing salpingo-oophorectomy, RRSO) stanowi ważną opcję terapeutyczną w populacji wysokiego ryzyka. Nosicielki mutacji BRCA1/2 po salpingoowariektomii wykazują niższą ogólną umieralność, niż przedstawicielki takiej samej populacji, które nie przeszły owariektomii. Co więcej, wykazano, że RRSO zmniejsza umieralność związaną z rakiem sutka i rakiem jajnika. RRSO zapewnia nosicielkom mutacji BRCA1 bez raka sutka wynoszącą 70% redukcję ryzyka raka jajnika. Kobiety z mutacją BRCA1, u których wykryto już raka sutka, mogą osiągnąć korzyść w postaci redukcji o 85%. Kobiety wysokiego ryzyka nie chorujące jeszcze na raka sutka mogą osiągnąć redukcję ryzyka rka sutka o 37% (mutacja BRCA1) i 64% (mutacja BRCA2). Korzyści te odnosi jedynie populacja z mutacją BRCA1/2.

## Ryzyko i efekty uboczne

### Ryzyko chirurgiczne
Chirurgia przydatków poprzez laparotomię wiąże się z wysokim współczynnikiem niedrożności jelita cienkiego z powodu późniejszego wytwarzania zrostów (24%).

### Skutki długoterminowe
Owariektomia wywiera poważne skutki długoterminowe wiążące się głównie z zaburzeniami hormonalnymi i rozciągające się daleko poza menopauzę. Odnotowane ryzyko i skutki uboczne obejmują przedwczesną śmierć, choroby sercowo-naczyniowe, upośledzenie poznawcze i otępienie, parkinsonizm, osteoporozę i złamania kości, pogorszenie dobrostanu psychologicznego i funkcji seksualnych. Hormonalna terapia zastępcza nie zawsze redukuje te skutki uboczne.

### Umieralność
Owariektomia wiąże się ze znacznie podwyższoną umieralnością długoterminową bez uwzględniania przyczyny, z wyjątkiem sytuacji, gdy wykonuje się ją w prewencji raka u nosicieli mutacji BRCA wysokiego ryzyka. Efekt ten wyraża się zwłaszcza u kobiet, które poddały się zabiegowi w wieku poniżej 45 lat.
Efekt ten nie ogranicza się jednak do kobiet, które przeszły usunięcie jajników przed menopauzą. Wpływu na przeżywalność oczekuje się nawet w przypadku owariektomii wykonanej po 65. roku życia. Zabieg w wieku 50-54 lata zmniejsza prawdopodobieństwo przeżycia do wieku 80 lat o 8 punktów procentowych (z 62% do 54%), w wieku 55-59 o 4 punkty. Pozytywny wpływ na przeżycie ogranicza dodatkowy wzrost ryzyka sercowo-naczyniowego i złamań kości udowej.
Usunięcie jajników wywołuje zmiany hormonalne i objawy przypominające menopauzalne, zazwyczaj jednak cięższe. Kobiety po owariektomii zazwyczaj zachęca się do hormonalnej terapii zastępczej w celu prewencji objawów menopauzalnych. Kobiety po owariektomii, które nie osiągnęły jeszcze wieku 45 lat, stają w obliczu ryzyka zgonu 170% wyższego, niż kobiety o zachowanych jajnikach. Pozostawienie jajników przy histerektomii wiąże się z lepszym przeżyciem długoterminowym. Terapia hormonalna dla kobiet po owariektomii przed wiekiem 45 lat poprawia wyniki długoterminowe i zmniejsza współczynnik umieralności.

### Objawy menopauzalne
Kobiety po obustronnym usunięciu jajników tracą większość swej zdolności produkcji estrogenów i progesteronu, a także około połowy zdolności produkcji testosteronu. W efekcie wchodzą w wywołany chirurgicznie stan pomenopauzalny. W przypadku naturalnego okresu okołomenopauzalnego jajniki zazwyczaj kontynuują produkcję niskich dawek hormonów, zwłaszcza androgenów, jeszcze długo po menopauzie, co może wyjaśniać, czemu chirurgicznie wywołany okres pomenopauzalny wiąże się zazwyczaj z bardziej nasilonymi objawami, niż w przypadku procesu naturalnego. Objawy te mogą trwać nawet po czasie fizjologicznej menopauzy.

### Ryzyko sercowo-naczyniowe
Po usunięciu jajników kobiecie zagraża siedmiokrotnie większe ryzyko choroby sercowo-naczyniowej, choć mechanizm tego zjawiska nie został dokładnie poznany.

### Osteoporoza
Owariektomia wiąże się ze zwiększonym ryzykiem osteoporozy i złamań kości. Potencjalne ryzyko usunięcia jajników po menopauzie nie zostało w pełni określone. Zmniejszone stężenie testosteronu u kobiet stanowi czynnik predykcyjny spadku wysokości, co może stanowić rezultat zmniejszenia gęstości kości.

### Seksualność
Owariektomia istotnie wpływa negatywnie na seksualność. Istotnie więcej kobiet po owariektomii wraz z histerektomią podaje spadek libido, trudności w osiągnięciu podniecenia seksualnego oraz suchość pochwy, niż kobiet po zastosowaniu mniej inwazyjnej procedury (sama histerektomia bądź zabieg alternatywny). Nie wykazano, by hormonalna terapia zastępcza łagodziła te objawy. Co więcej, stężenie testosteronu u kobiet wiąże się z poczuciem pożądania seksualnego, a owariektomia znacznie zmniejsza poziom testosteronu. Jednak przynajmniej jedno badanie wykazało, że czynniki psychologiczne, jak satysfakcja ze związku, pozostają najlepszym predyktorem aktywności seksualnej po owariektomi.

## Terapia efektów ubocznych

### Leczenie niehormonalne
Efekty uboczne owariektomii mogą łagodzić metody inne, niż terapia hormonalna. Bisfosfoniany zwiększają wytrzymałość kości. Dostępne są w tabletkach przyjmowanych raz w tygodniu. Niskie dawki SSRI łagodzą wazomotoryczne objawy menopauzalne, jak uderzenia gorąca.

### Leczenie hormonalne
Ogólnie hormonalna terapia zastępcza pozostaje nieznacznie kontrowersyjna z uwagi na karcynogenne i prozakrzepowe własności estrogenów. Jednak wielu lekarzy i pacjentów uważa, że korzyści przekraczają ryzyko u kobiet stojących w obliczu poważnych problemów zdrowotnych i pogorszenia jakości życia w konsekwencji wczesnej menopauzy na skutek owariektomii. Hormony produkowane przez jajnik angażują się w regulację licznych funkcji organizmu. Część lekarzy uważa, że programy terapii hormonalnej łagodzą efekty chirurgicznego usunięcia jajników, jak zwiększone ryzyko sercowo-naczyniowe i kobiece dysfukcje seksualne.
Krótkookresowa substytucja hormonalna wywiera zaniedbywalny efekt na umieralność u nosicieli mutacji BRCA wysokiego ryzyka. Na podstawie symulacji komputerowych wykazano, że całkowita umieralność wydaje się być marginalnie wyższa po krótkoterminowej hormonalnej terapii zastępczej po owariektomii lub marginalnie niższa po krótkoterminowej hormonalnej terapii zastępczej w połączeniu z mastektomią.

## Historia
Owariorektomię wynonywano na kobietach homoseksualnych w ramach prób zmiany ich orientacji seksualnej.